# Diane Di Prima
Diane di Prima (født 6. august 1934, død 25. oktober 2020) var amerikansk digter og en af de mest aktive kvinder inden for beatgenerationen.

## Biografi
Diane di Prima blev født i Brooklyn og uddannet på Swathmore College. Ifølge hendes officielle online-biografi er hun "andengenerations-amerikaner af italiensk afstamning", og hendes morfader, Domenico Mallozzi, var aktiv anarkist med forbindelser til bl.a. Emma Goldman. Di Prima begyndte at skrive som barn, og i en alder af 19 korresponderede hun med Ezra Pound og Kenneth Patchen. Hendes første digtsamling, This Kind of Bird Flies Backwards udkom i 1958. Di Prima boede i begyndelsen af 1960'erne på Manhattan, hvor hun blev en del af beat-bevægelsen. Hun redigerede The Floating Bear sammen med LeRoi Jones/Amiri Baraka (LeRoi Jones) og var med til at grundlægge The New York Poets Theatre og Poets Press. I 1966 flyttede hun til Millbrook for at slutte sig til Timothy Learys psykedeliske kollektiv. I 1969 skrev hun en roman, Memoirs of a Beatnik, om hendes oplevelser med beat-bevægelsen. Hun har fem børn.

### Karriere
I begyndelsen af 1970'erne flyttede hun til Californien, hvor hun boede siden. Her studerede hun buddhisme, sanskrit, gnosticisme og alkymi. Hun udgav også sit vigtigste værk, det lange digt Loba i 1978. Hun underviste og har udgivet 35 bøger med lyrik. Hendes udvalgte digte, Pieces of a Song blev udgivet i 1990 og hendes erindringer, Recollections of My Life as a Woman, i 2001.